# Douglas (rivier)
De Douglas (ook wel Asland of Astland genoemd) is een rivier in het noordwesten van Engeland die door Lancashire en Greater Manchester stroomt. Het is een zijrivier van de Ribble en heeft zelf ook twee zijrivieren: de Tawd en de Yarrow.